# Kessel Racing
Kessel Racing est une écurie suisse de sport automobile fondée en 2006 par Loris Kessel ; Ronnie Kessel, son fils, est à sa tête depuis la mort du fondateur en 2010,,.

## Organisation
À la fin de 2015, l’écurie est composée d'environ cinquante employés travaillant à plein temps. Elle dispose de six camions pour transporter son matériel et ses membres. En 2015, environ trente voitures sont exploitées par l'écurie.

## Historique
En 2013, l'écurie s’engage en European Le Mans Series dans la catégorie GTE.
En 2015, la Ferrari 458 Italia GT3 pilotée par Andrea Piccini, Davide Rigon et Michał Broniszewski remporte les 12 Heures d'Abou Dabi,.
En décembre 2016, l'écurie annonce son programme pour la saison 2017, où plusieurs Ferrari 488 GT3 sont engagées en Blancpain Endurance Series et en Blancpain Sprint Series.

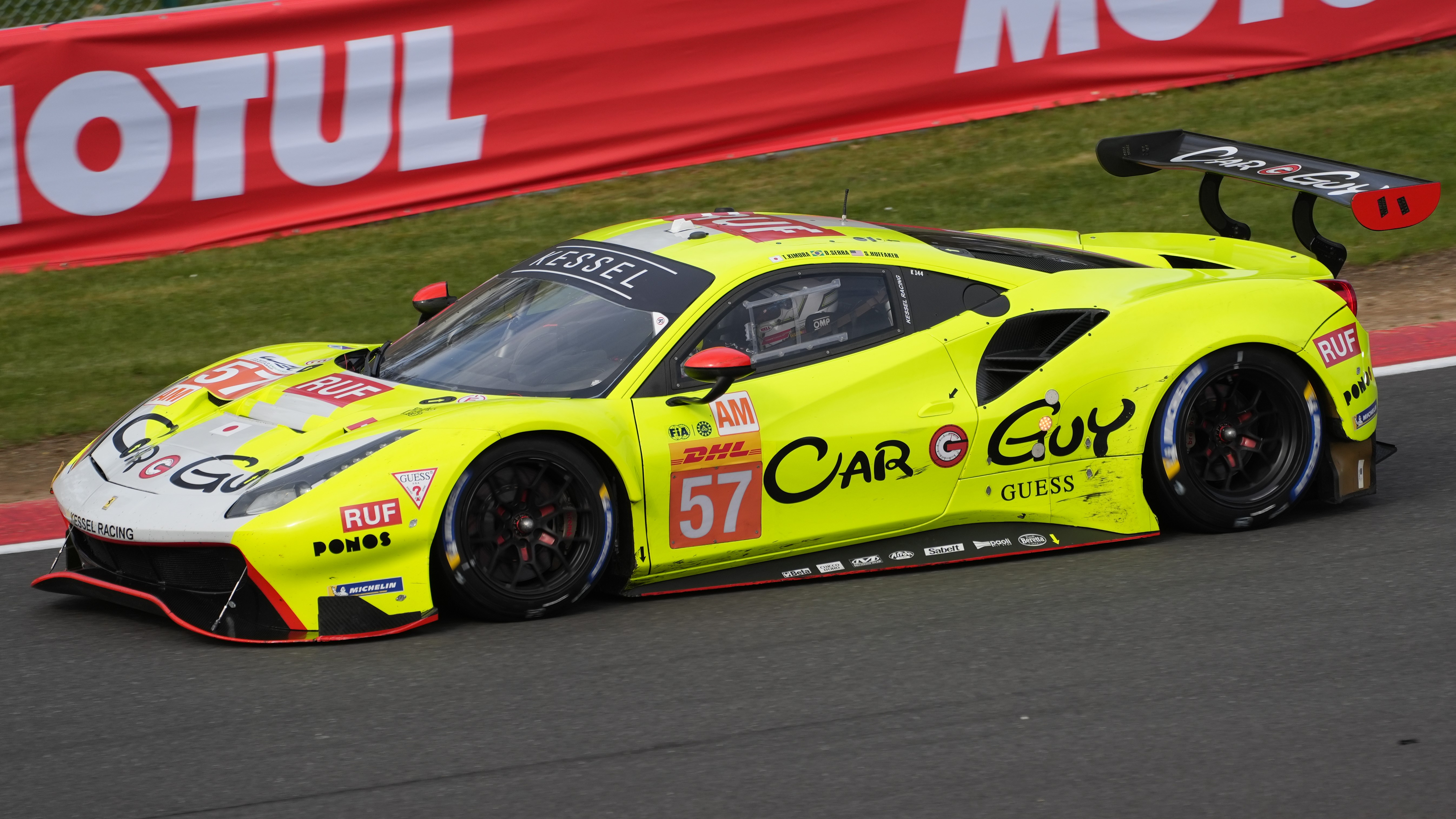
Ferrari 488 GTE Evo n°57 du Kessel Racing lors des 6 Heures de Spa-Francorchamps 2023

Pour la saison 2023, le Kessel Racing s"est engagé pour la première fois dans le Championnat du monde d'endurance FIA et une nouvelle fois dans l'European Le Mans Series où elle a fait rouler des Ferrari 488 GTE Evo. Du fait de sa 2e place lors du championnat European Le Mans Series précednt, l'écurie dispose également d'une invitation aux 24 Heures du Mans qu'elle a accepté et y a ainsi fait rouler 2 voitures. La Ferrari 488 GTE Evo du Kessel Racing est monté deux fois sur la 3e marche du podium lors des 1 000 Miles de Sebring 2023 et des 6 Heures de Fuji et cela a permis à la voiture de finir en 7e position dans le Championnat du monde d'endurance FIA. Concernant l'European Le Mans Series, la Ferrari 488 GTE Evo du Kessel Racing a gagné les 4 Heures de l'Aragon et cela a permis à la voiture de finir en 4e position du championnat.
Pour la saison 2024, comme pour lors de la saison précédente, le Kessel Racing s'est engagé dans le championnat European Le Mans Series. Mais, contrairement à la saison précédente, c'est avec une Ferrari 296 GT3 répondant à la réglementation Groupe GT3 que l'écurie a participé au championnat. Du fait qu'il n'y ai que deux voitures par constructeurs dans le Championnat du monde d'endurance FIA, Ronnie Kessel n'a pas pu engager de Ferrari 296 GT3 car celles-ci étaient engagées par l'écurie italienne AF Corse. Aux mains des pilotes Takeshi Kimura, Esteban Masson et Daniel Serra, la Ferrari 296 GT3 à remporté les 4 Heures de Spa-Francorchamps et les 4 Heures du Mugello et à fini le championnat en 2e position. Après deux saisons d'absences, le Kessel Racing a également fait son retour en GT World Challenge Europe Endurance Cup où l'écurie a fait concourir 2 Ferrari 296 GT3. Pour clore la saison, l'écurie avait pris part au championnat Asian Le Mans Series.

## Résultats en compétition automobile

### Résultats en championnat du monde d'endurance FIA
| Année | Châssis             | Moteur                        | Classe | no | 1     | 2      | 3     | 4        | 5        | 6     | 7     | Position | Points |
| ----- | ------------------- | ----------------------------- | ------ | -- | ----- | ------ | ----- | -------- | -------- | ----- | ----- | -------- | ------ |
| 2023  | Ferrari 488 GTE Evo | Ferrari F154CB 3,9 l V8 Turbo | LMGTE  | 57 | SEB 3 | POR 10 | SPA 8 | LMS Abd. | MNZ Abd. | FUJ 3 | BHR 5 | 7e       | 58     |

### Résultats en European Le Mans Series
| Année | Châssis                | Moteur                        | Classe    | no | 1      | 2        | 3     | 4     | 5     | 6        | Position | Points |
| ----- | ---------------------- | ----------------------------- | --------- | -- | ------ | -------- | ----- | ----- | ----- | -------- | -------- | ------ |
| 2012  | Ferrari 458 Italia GT2 | Ferrari F142 GT 4.5 L V8 Atmo | LMGTE Pto | 61 | LEC 3  | DON      | PLM   |       |       |          |          |        |
| 2014  | Ferrari 458 Italia GT2 | Ferrari F142 GT 4.5 L V8 Atmo | LMGTE     | 80 | SIL 10 | IMO Abd. | RBR   | LEC 5 | EST 7 |          | 11e      | 17     |
| 2014  | Ferrari 458 Italia GT2 | Ferrari F142 GT 4.5 L V8 Atmo | LMGTE     | 81 | SIL 13 | IMO 2    | RBR 2 | LEC 9 | EST   |          | 6e       | 39.5   |
| 2019  | Ferrari 488 GTE Evo    | Ferrari F154CB 3,9 l V8 Turbo | LMGTE     | 60 | LEC 9  | MON 8    | BAR 8 | SIL 3 | SPA 5 | ALG 2    | 6e       | 50     |
| 2019  | Ferrari 488 GTE Evo    | Ferrari F154CB 3,9 l V8 Turbo | LMGTE     | 83 | LEC 2  | MON 6    | BAR 4 | SIL 2 | SPA 4 | ALG Abd. | 4e       | 68     |
| 2020  | Ferrari 488 GTE Evo    | Ferrari F154CB 3,9 l V8 Turbo | LMGTE     | 74 | LEC 2  | SPA 1    | LEC 4 | MON 1 | POR 2 |          | 2e       | 99     |
| 2023  | Ferrari 488 GTE Evo    | Ferrari F154CB 3,9 l V8 Turbo | LMGTE     | 57 | CAT 7  | LEC 4    | ARA 1 | SPA 5 | ALG 4 | POR 12   | 4e       | 65     |
| 2024  | Ferrari 296 LMGT3      | Ferrari F163 3,0 L V6 Turbo   | LMGT3     | 57 | BAR 9  | LEC 11   | IMO 4 | SPA 1 | MUG 1 | POR 5    | 2e       | 74     |

## Palmarès
- 2016 : Champion (Pro-Am & Am) en Blancpain Endurance Series[3]